# Giai thoại
Giai thoại là một truyện ngắn và hấp dẫn về một sự việc hoặc nhân vật có thật. Tuy được dựa trên một việc hoặc người có thật, nhưng vì được truyền tải qua nhiều bước (truyền miệng, viết lại), nên giai thoại có thể trở thành "hơi phi lý". Tuy thỉnh thoảng hài hước, nhưng giai thoại không nhằm mục đích chính là tạo tiếng cười, mà trong trường hợp đó chính tiếng cười là phương tiện truyền tải (khiến người ta nhớ lâu, hoặc thích kể lại cho người khác).